# 鹿越仮乗降場

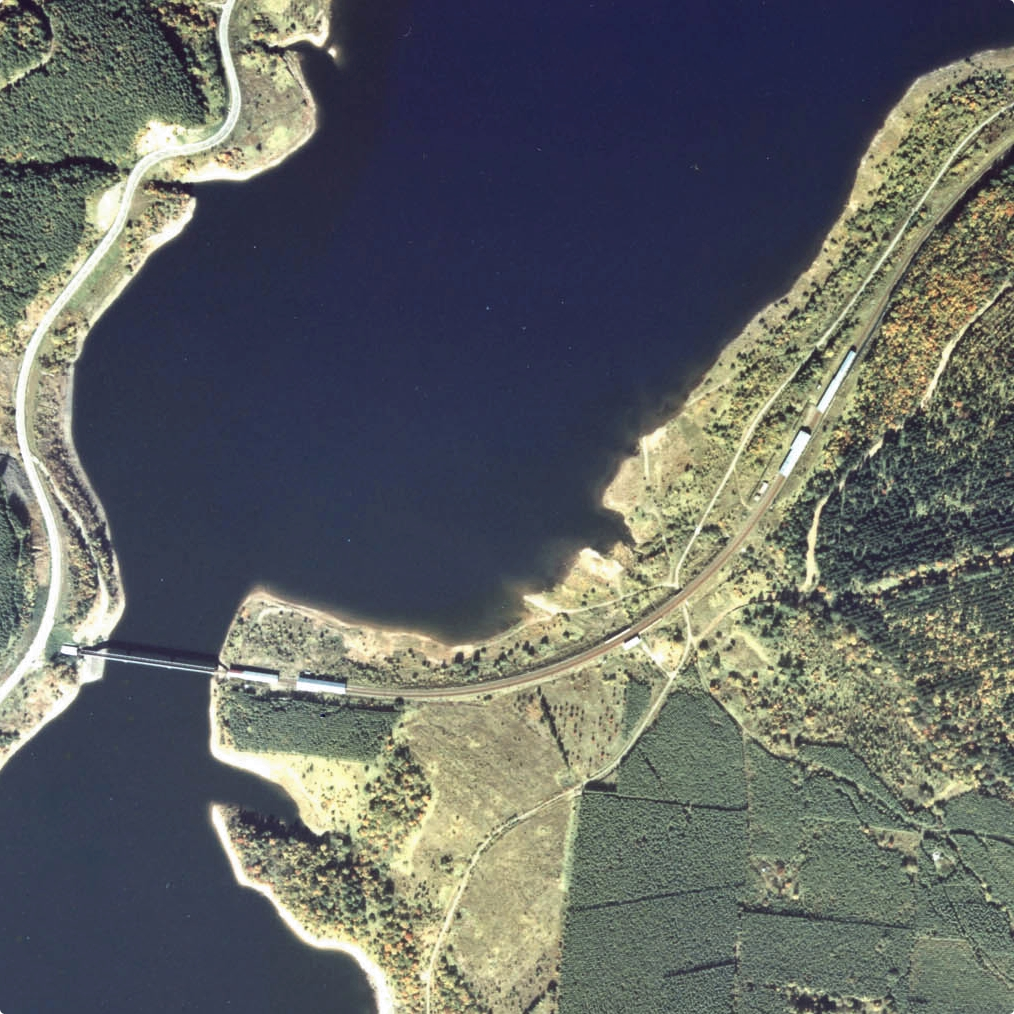
1977年の鹿越信号場（当時）と周囲約1km範囲。右上が新得方面。相対式の小さなホームが見える。旧駅や旧集落は右上の沖合に沈んでいる。

鹿越仮乗降場（しかごえかりじょうこうじょう）は、かつて北海道南富良野町東鹿越にあった日本国有鉄道（国鉄）根室本線の仮乗降場（廃駅）である。本項目では前身の鹿越駅（しかごええき）および鹿越信号場（しかごえしんごうじょう）についても述べる。駅時代の事務管理コードは▲110405。

## 歴史
開通後しばらく富良野から狩勝峠・十勝地方へ向けて建設が進められていた鉄道の終点となっていた時期があり、2年後に落合駅まで延伸するまでは、十勝へ向かう入地者・団体が多く利用した他、延伸工事の前線基地としての性格も持った。また、附近では石灰石の採掘が盛んであり、東鹿越信号場（→東鹿越駅）が設置されるまでは、当駅まで馬車軌道（のちにガソリン機関車や蒸気機関車も使用）によって運搬し発送していた時期もあった。
1959年（昭和34年）に着工した空知川への金山ダム（1967年竣工）建設に際して、根室本線は金山駅 - 東鹿越駅間の水没区間で新線を建設し、1966年（昭和41年）に移行することとなった。鹿越駅は新線上に信号場として移設され、仮乗降場として客扱いを継続したが、1981年（昭和56年）の石勝線開通に伴い、滝川駅 - 新得駅間の輸送量が減少したことを受け、1982年（昭和57年）に信号場が廃止され、1986年（昭和61年）に仮乗降場も廃止となった。

### 年表
- 1900年（明治33年）12月2日：北海道官設鉄道十勝線の下富良野駅（現：富良野駅） - 当駅間延伸開通により、鹿越駅（一般駅）として開業[7][2]。滝川起点94.220km（施設キロ）[5]。
- 1905年（明治38年）4月1日：鉄道作業局（国有鉄道）に移管。
- 1919年（大正8年）5月1日：当駅含む山部駅 - 新得駅間の管轄を旭川管轄から釧路管轄とする[8]。
- 1923年（大正12年）4月1日：当駅含む山部駅 - 新得駅間の管轄を釧路管轄から再び旭川管轄とする[8]。
- 1949年（昭和24年）12月1日：当駅含む布部駅 - 新得駅間の管轄を旭川鉄道管理局管轄から再び釧路鉄道管理局管轄とする[8]。
- 1966年（昭和41年）9月29日：金山ダム建設に伴い、金山駅 - 東鹿越駅間の新線を営業開始。旧線上の鹿越駅は前日限りで旅客営業を終了し、新線滝川起点91.382 km 地点（施設キロ）に鹿越信号場として移設[7][5][6]。仮乗降場として旅客扱いを継続。駅員無配置[6]。分岐器は東鹿越駅から遠隔操作された[6]。
- 1982年（昭和57年）10月15日：信号場廃止、仮乗降場としての扱いは継続[7]。
- 1986年（昭和61年）11月1日：廃止[7]。

### 駅名の由来
地名より。アイヌ語の「ユㇰルペㇱペ（yuk-rupespe）」（鹿・越える道）を意訳したものと解されることが多いが、これについてアイヌ語研究者の山田秀三は、同名の沢の所在地が当地よりかなり東にあることを踏まえ、隣接する「幾寅」の語源となった、「ユㇰトゥラシペッ（yuk-turashi-pet）」（鹿・登る・川）の方を意訳したのではないか、と推察している。

## 駅構造
旧駅の鹿越駅は、駅舎が新得に向かって右側に位置し、千鳥状にずれた相対式ホーム2面2線と駅舎横の滝川側に切り欠き状の貨物ホームと引込み線、駅裏の滝川側に寄った位置にストックヤードと貨物積卸線を有する、木材搬出を主な貨物取扱とする一般駅であった。
移転後の鹿越信号場/鹿越仮乗降場は、カーブ状の2線から成り、中央に千鳥状にずれた短い2面の仮乗降場スタイルの相対式ホームを有していた。無人信号場であるため、両端の分岐器部分はスノーシェッドを有していた。

## 利用状況
乗車人員の推移は以下のとおり。年間の値のみ判明している年については、当該年度の日数で除した値を括弧書きで1日平均欄に示す。乗降人員のみが判明している場合は、1/2した値を括弧書きで記した。
| 年度               | 乗車人員 | 乗車人員 | 出典  | 備考             |
| 年度               | 年間     | 1日平均  | 出典  | 備考             |
| ------------------ | -------- | -------- | ----- | ---------------- |
| 1940年（昭和15年） |          | (8.9)    | [ 2 ] | 乗降人員：17.875 |
| 1946年（昭和21年） |          | (27.6)   | [ 2 ] | 乗降人員：55.175 |
| 1957年（昭和32年） |          | (40.7)   | [ 2 ] | 乗降人員：81.481 |

## 駅周辺
かなやま湖が広がっている。

## 隣の駅
日本国有鉄道
根室本線
金山駅 - 鹿越仮乗降場 - 東鹿越駅